# Шпанска кухиња
Шпанска кухиња се може подвести као једна од медитеранских кухиња јер су јој две основне особености елементи кухиња средоземља-маслиново уље и бели лук. 

## Интернационална шпанска јела
Нека шпанска јела постала су захваљујући развоју туризма у Шпанији интернационална. Светку славу су стекле ″паеља″, ″фабада″, ″тортиља″ али условно речено шпанско национално јело је јело аналогно ″босанском лонцу″, зависно од краја у ком се спрема зове се ″касидо″. ″оља″, ″поте″ , ″пучеро″. Једна шпанска изрека каже да за Шпанца храна долази непосредно после драгог бога. ″Косидо еспањол″ (шп. Espanyol Kosidосе) увек спрема од неколико врста меса, махунастог поврћа и поврћа карактеристичног за одређени крај Шпаније. На југу су обавезне леблебије а на северу ″алубијас″-огромни бели пасуљ.

## Кастиља
Кастиља је у фолклорном и културном смислу веома компактна целина, пре свих других јела за Кастиљане је карактеристично јагњеће и прасеће печење. Познато јело је јагњетина из Сеговије која се надева сланином а приликом печења прелива само сланом водом. Специјалитет су и сасвим мали прасићи, не старији од 20 дана и не већи од 3-4 килограма који се пеку да омекшају у тој мери да их кувар дели у порције самим тањиром, режући их ивицом тањира, ово је иначе спектакл и саставни део традиције. Одавде потичу и познате кобасице , које су обавезни састојак многих јела широм Шпаније. У овим крајевима су још популарна јела од изнутрица. Чувени мадридски специјалитет је ″каљос″-шкембићи спремљени у сосу од парадајза, црног лука, мајчине душице и лолбера, чувена је и супа од белог лука (шп. De aho castellano).

## Каталонија
Каталонија је регија за коју се сматра да има најфинију кухињу. Сосови су кључни састојак каталонске кухиње. Заснована највећим делом на пиринчу, живини и риби она тек кроз сосове добија прави сјај, ″софрито″ је апсолутно најпознатији сос Каталоније али ту су и ″самфана″ (аденте скувана мешавина патлиџана, парадајза и паприка) ″пикада″ (сос од белог лука, першуна и печеног бадема) ″али-оли″ (класична медитеранска мешавина маслиновог уља и белог лука која се мути док не постане кремаста) или ″ромеско″ назван тако по једној врсти паприка из Тарагоне.

## Валенсија
Валенсија је данас најпознатија по ″паељи″. Тајна паеље је у текстури пиринча после кувања, зрна су истовремено растресита, сува и сочна. У паељу слободно могу да се комбинују свињетина и дагње, јагњетина и јегуље, пасуљ и шкампи, практично све врсте меса, поврће и рибе. Само без једне ствари по мишљењу нема добре паеље а то је шафран.